# Malta (Ohio)
Malta és una població dels Estats Units a l'estat d'Ohio. Segons el cens del 2000 tenia 696 habitants.

## Demografia
Segons el cens del 2000, Malta tenia 696 habitants, 283 habitatges, i 198 famílies. La densitat de població era de 866,9 habitants per km².
Dels 283 habitatges en un 34,3% hi vivien nens de menys de 18 anys, en un 43,8% hi vivien parelles casades, en un 22,6% dones solteres, i en un 30% no eren unitats familiars. En el 27,2% dels habitatges hi vivien persones soles el 14,1% de les quals corresponia a persones de 65 anys o més que vivien soles. El nombre mitjà de persones vivint en cada habitatge era de 2,39 i el nombre mitjà de persones que vivien en cada família era de 2,85.
Per edats la població es repartia de la següent manera: un 27,7% tenia menys de 18 anys, un 7,9% entre 18 i 24, un 24,9% entre 25 i 44, un 23,3% de 45 a 60 i un 16,2% 65 anys o més.
L'edat mediana era de 39 anys. Per cada 100 dones de 18 o més anys hi havia 77,7 homes.
La renda mediana per habitatge era de 23.611 $ i la renda mediana per família de 27.083 $. Els homes tenien una renda mediana de 28.125 $ mentre que les dones 18.542 $. La renda per capita de la població era de 10.703 $. Aproximadament el 23,3% de les famílies i el 25,3% de la població estaven per davall del llindar de pobresa.

## Poblacions més properes
El següent diagrama mostra les poblacions més properes.